# Lena Andersson (scrittrice)
Lena Andersson (Stoccolma, 18 aprile 1970) è una scrittrice e giornalista svedese.

## Biografia
Nata a Stoccolma nel 1970, si è laureata in inglese, tedesco e scienza politiche all'Università di Stoccolma.
Ha iniziato a lavorare come giornalista e ha esordito come scrittrice nel 1999 con Var det bra så?, romanzo accolto da buone recensioni e in seguito ha pubblicato numerose opere di narrativa e saggistica vincendo nel 2013 il Premio August nella categoria "Narrativa" con Sottomissione volontaria
Giornalista per lo Svenska Dagbladet, vive e lavora a Tensta con il marito, lo scrittore Björn Linnell.

## Opere
- Var det bra så? (1999)
- Duktiga män och kvinnor (2001)
- Du är alltså svensk? (2004)
- Duck City (2006)
- Slutspelat (2009)
- Förnuft och högmod (2011)
- Sottomissione volontaria (Egenmäktigt förfarande, 2013), Roma, edizioni E/O, 2016 traduzione di Carmen Giorgetti Cima ISBN 978-88-6632-794-3.
- Ingens mamma (2013)
- Senza responsabilità personale (Utan personligt ansvar, 2014), Roma, edizioni E/O, 2018 traduzione di Carmen Giorgetti Cima ISBN 978-88-6632-984-8.
- Allvarligt talat (2015)
- Grupptillhörighet är inte politik (2016)
- Egentligheter (2017)
- Sveas son: en berättelse om folkhemmet (2018)
- Om falsk och äkta liberalism (2019)
- Dottern: en berättelse om folkhemmets upplösning (2020)
- Koryféerna (2022)

## Premi e riconoscimenti

### Vincitrice
Premio August
- 2013 nella categoria "Narrativa" con Sottomissione volontaria[7]

Premio Letterario Svenska Dagbladet
- 2013 con Sottomissione volontaria